# Единакът (филм, 2010)
Единакът (на руски: Одиночка) е руски криминален филм на режисьора Сергей Щербин.

## Сюжет
Сътрудникът на спецслужбите Громов получава задача „дълбоко внедряване“ в криминалните среди в руски затвор. По план трябва да извърши престъпление, което да оправдае влизането си зад решетките. Той прави въоръжен грабеж, в който убива охранител и служителка на банка. Убитата жена се оказва бременната съпруга на полицая Фролов. Майор, който е и организатор на внедрението, обещава на Громов присъда от 2 до максимум 3 години. Но операцията е прекратена поради неефективност, служителят е забравен и излежава 12-годишна присъда. Излизайки на свобода, той има само едно желание – да си отмъсти.

## Актьорски състав
- – Данила Козловски
- – Ян Цапник
- – Андрей Кузнецов
- – Сергей Кудрявцев
- – Яков Шамшин
- – Мария Капустинская
- – Татяна Тарасова
- – Екатерина Карманова
- – Наталия Третякова
- – Валентина Савчук
- – Павел Исайкин
- – Александър Стьопин
- – Александър Клемантович
- – Геннади Меншиков
- – Анатоли Артьомов
- – Сергей Мардар
- – Алексей Белозерцев
- – Всеволод Цурило
- – Андрей Балашов
- – Дмитрий Сутирин
- – Олег Жилин
- – Александър Загуляев
- – Александър Уваров
- – Алберт Барбарич